# Christian Ried
Christian Ried, né le 24 février 1979 à Biberach est un pilote automobile allemand. Il est le propriétaire de l'écurie Proton Competition.

## Biographie
Il est propriétaire de l'écurie Proton Competition. Il pilote pour cette équipe aux 24 Heures du Mans depuis 2011,,,.

## Résultats

### Résultats aux 24 Heures du Mans
Résultats synthétiques de Christian Ried aux 24 Heures du Mans :
| Année | Équipe                  | Voiture                   | Coéquipiers                                     | Résultat                |
| ----- | ----------------------- | ------------------------- | ----------------------------------------------- | ----------------------- |
| 2006  | Sebah Automotive Ltd.   | Porsche 911 GT3 RSR (996) | Xavier Pompidou / Thorkild Thyrring             | Abandon                 |
| 2011  | Proton Competition      | Porsche 911 GT3 RSR (997) | Horst Felbermayr, Sr. / Horst Felbermayr junior | Abandon                 |
| 2012  | Team Felbermayr-Proton  | Porsche 911 GT3 RSR (997) | Paolo Ruberti / Gianluca Roda                   | Abandon                 |
| 2013  | Proton Competition      | Porsche 911 GT3 RSR (997) | Paolo Ruberti / Gianluca Roda                   | 36e                     |
| 2014  | Proton Competition      | Porsche 911 RSR (991)     | Klaus Bachler / Khaled Al Qubaisi               | 19e                     |
| 2015  | Abu Dhabi-Proton Racing | Porsche 911 RSR (991)     | Klaus Bachler / Khaled Al Qubaisi               | Abandon                 |
| 2016  | KCMG                    | Porsche 911 RSR (991)     | Wolf Henzler / Joël Camathias                   | 41e                     |
| 2017  | Dempsey-Proton Racing   | Porsche 911 RSR (2016)    | Marvin Dienst / Matteo Cairoli                  | 34e                     |
| 2018  | Dempsey-Proton Racing   | Porsche 911 RSR           | Matt Campbell / Julien Andlauer                 | 25e et vainqueur GTE Am |
| 2019  | Dempsey-Proton Racing   | Porsche 911 RSR           | Matt Campbell / Julien Andlauer                 | 34e                     |